# Petrezselyem-sziget
A Petrezselyem-sziget (spanyolul Isla del Perejil) Ceuta és Melilla mellett egyike az Afrika északi részén található 5 szuverén területnek (plaza de soberanía), azon belül is ún. kis terület („plaza menora”), de az utóbbi időben inkább senkiföldje státuszt élvez.
A sziget maga egy sziklás földdarab szemben Gibraltárral, attól kb. 8 km-re, a marokkói partoktól kb. 250 méterre. Csak néhány vadkecske lakja, nevét az ott termő vadpetrezselyemről kapta.

## Földrajzi adatok
- Méretek: 500 m hosszú, 300 m széles (kb. 15 ha, a Margit-sziget egyhatoda).
- Legnagyobb tengerszint feletti magasság: 74 m.

## Története
A napóleoni háborúk idején a Petrezselyem-szigetet az angolok megszállták azzal az ürüggyel, hogy a francia–spanyol veszély ellen jobban meg tudják védeni a korábban már kezükön lévő Gibraltárt. A megszálláshoz a marokkói szultán „beleegyezését” is megkapták. A háborút lezáró béke nem foglalkozott a szigettel, így nemzetközi helyzete nem tisztázódott.

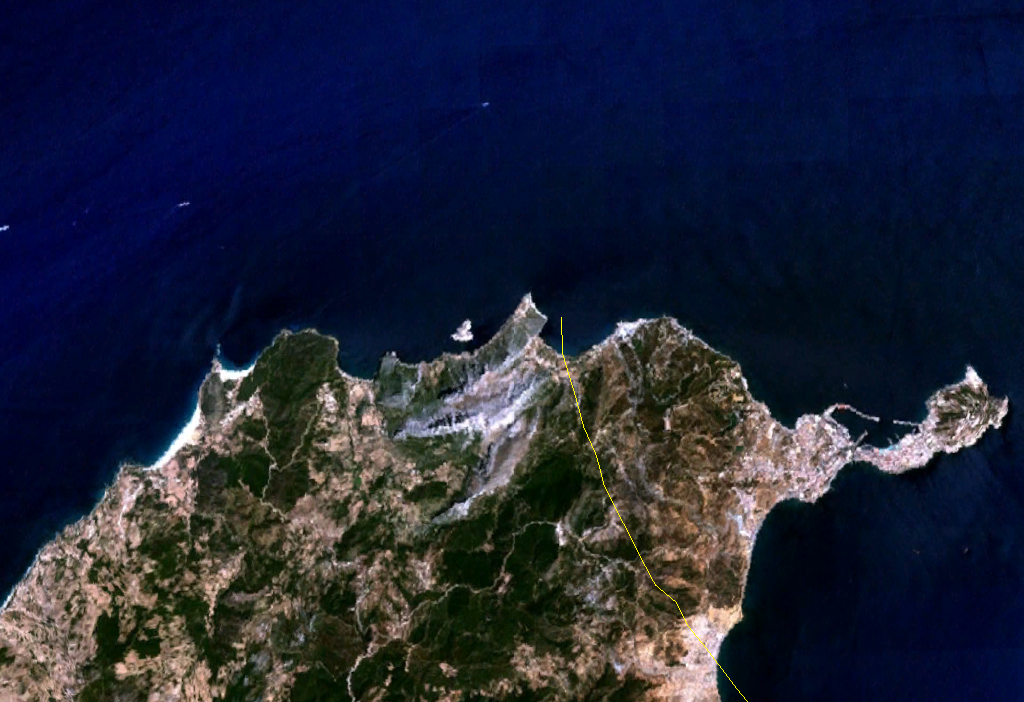
NASA World Wind műholdfelvétel a Petrezselyem-szigetről (fent középen)

Marokkó 1956-os függetlenedése óta igényt formál a szigetre, és utoljára 2002-ben katonailag is megpróbálta megszerezni. A csempészet elleni harcra hivatkozva néhány marokkói katona július 11-én partra szállt a szigeten, és kitűzte a marokkói zászlót. Őket tengerészkadétok váltották fel, akik már állandó telepet is kialakítottak.
A kirobbant vitában véleményt nyilvánított az Európai Unió, amely teljes támogatásáról biztosította az EU-tag Spanyolországot, bár Franciaország és Portugália mindössze „sajnálkozásukat” fejezték ki. A másik oldalon az Arab Liga (AL) szállt be a nyilatkozatháborúba Marokkó mellett, bár a spanyol kereskedelmi kapcsolatokban (gázimport) erősen érdekelt Algéria inkább a spanyoloknak adott igazat.
Végül, július 18-án a légierő és haditengerészet által támogatott spanyol kommandósok rohamozták meg a szigetet („Romeo-Sierra hadművelet”) és foglyul ejtették az ott állomásozó marokkói őrséget. Fegyver nem dördült, a maroknyi megszállót helikopterrel Ceutára szállították, és az ottani spanyol–marokkói határon átadták országuk hatóságainak. A konfliktus lezárásában az USA is (név szerint Colin Powell akkori külügyminiszter) közvetített. A felek végül a status quo ante megőrzése mellett döntöttek, vagyis fenntartják a korábbi (senkiföldje) állapotot.